# X dynastia egipska
X dynastia – dynastia władców starożytnego Egiptu z czasów Pierwszego Okresu Przejściowego, władająca Dolnym Egiptem. Często jest utożsamiana z IX dynastią.

## Lata panowania
- 2160- 2055 p.n.e.[1]
- 2130- 2040 p.n.e[2]

## Monarchia herakleopolitańska
Zgodnie z tym, co podaje Maneton, po wygaśnięciu rodu monarchów VIII dynastii nastąpiły dwie kolejne dynastie- IX i X. Tak jak w przypadku dwóch poprzednich, w rzeczywistości istniała tylko jedna z nich. Nie jest to błąd Manetona, lecz pisarzy, którzy przepisując listę królewską, dodali jedną dynastię. Maneton zaś odtworzył tylko to, co wydawało mu się wiarygodnym źródłem.
Aby uniknąć nieporozumień, dynastia, która przejęła władzę po VIII dynastii, najczęściej nazywana jest przez egiptologów herakleopolitańską.
Nowa i słabo znana dynastia herakleopolitańska wzięła swoją nazwę, od regionu, gdzie osiedlili się rządzący, miasta w pobliżu jeziora Fajum, nazywanego później przez Greków Herakleopolis Magna. Z władców tej dynastii znane są głównie imiona pierwszego i ostatniego. Nie wiadomo też dokładnie, ile trwały  rządy wszystkich monarchów. Założycielem dynastii był Cheti. Niektóre współczesne źródła określają jego królestwo mianem Domu Chetiego. Dzięki przejęciu władzy zakończył wpływy wygasłej dynastii memfickiej. Miał być on według Manetona wyjątkowo okrutny i zginął pożarty przez krokodyla, kiedy w ataku szału wpadł do rzeki. Bogiem dynastycznym stało się miejscowe bóstwo o głowie barana, zwane Harsafes. Kilku królów z obu dynastii herakleopolitańskich dziewiątej i dziesiątej, znamy nieco lepiej dzięki temu, że zachowały się bardzo ważne dzieła literackiego z tego okresu: Nauka dla króla Merikare oraz Skargi mieszkańca oazy. Mamy też do dyspozycji kilka inskrypcji grobowych z księstw Południa, zwłaszcza z Teb i Sjut, możemy więć w pewnej mierze odtworzyć najbardziej istotne fakty z dziedziny polityki.
Najlepiej znani królowie herakleopoliańscy – Achtoes I, Achtoes II, Nebkaure, Achtoes III i Merikare – prowadzili niewątpliwie nadal walki w Delcie Nilu przeciw Azjatom i Libijczykom. Udało im się nawet odzyskać część wybrzeża i podjąć niezbędna dla gospodarki egipskiej kontakty handlowe z portem Byblos. Musieli jednak bić się z nomarchami tebańskimi, najpotężniejszymi z ich nominalnych wasali, pretendującymi najwyraźniej do zdobycia hegemonii. Potrafili za to nawiązać sojusze z nomarchami prowincji z najdalszego południa, jak z owym Anhtifi z Moalla, który prawdopodobnie czuł się zagrożony wzrostem potęgi tebańskiej.
Władza herakleopolitańczyków była uznawana przynajmniej do południowej części Środkowego Egiptu, gdzie możnowładcy z Asjut pozostali wierni królom z północy nawet podczas starcia z tebańczykami. Władcy nomów znajdujących się bardziej na południe, jak Ankhifi (nomarcha Edfu i Hierakonpolis), byli wierni królom herakleopolitańskim, jednak w dość swobodny sposób.
O ostatnim (czy jak niektórzy badacze uważają- przedostatnim) władcy z tej dynastii wiadomo nieco więcej niż o jego poprzednikach. Znamy nie tylko imię Merikare, lecz także nazwę piramidy, którą nakazał wznieść w Sakkarze – ,,Miejsca Merikare cieszą się powodzeniem." Jej dokładnego położenia nie  udało się jednak ustalić. Możliwe, że jest nią tak zwana piramida Lepsiusa XXIX, położona w pobliżu rampy prowadzącej do piramidy Tetiego. Nie została ona jeszcze odkopana, ale szacuje się, że długość boku jej podstawy wynosi 52m.
Ostatni znany grobowiec o królewskich rozmiarach pochodzący z Pierwszego Okresu Przejściowego znajduje się w Darze w Środkowym Egipcie. Jest to ogromna budowla z suszonej cegły o długościach boków podstawy 146 i 136m, wzniesiona przez nieznanego króla o imieniu Hui. Różni się ona od tradycyjnego modelu piramidy memfickiej, gdyż należący do niej korytarz dostępu jest zadaszony.
Nie wiadomo, czy została ona ukończona, ani czy znajdowały się przy niej świątynie. Tak naprawdę, nie ma również pewności co do czasu jej powstania- istnieje kilka różnych teorii na ten temat. Według pierwszej mogła ona należeć do jednego z monarchów VIII dynastii, który postanowił wznieść tu symbol swojej władzy, aby odstraszyć lokalnych możnowładców. Inna hipoteza mówi, że grobowiec ten wzniesiono dla jednego z władców z dynastii herakleopolitańskiej, pragnącego zademonstrować swoją władzę i siłę niespokojnym wówczas tebańczykom.

## Kultura

### Literatura
Nowe i oryginalne w panowaniu tych królów jest to, że próbowali oni efemeryczną siłę reprezentowaną przez oręż zastąpić trwalszą siłą sprawiedliwości. Byli to ludzie starannie wykształceni, którzy sami pisali albo może kazali spisywać coś w rodzaju pamiętników z radami i przestrogami dla swoich następców (...). Nebkaure znajdował upodobanie w retoryce, szczególnie zaś zajmował się sposobami wyrażania pojęć moralnych. Achtoes III napisał znakomitą Naukę dla króla Merikare, gdzie wykład etyki, bardzo podniosłej, łączy się z subtelną analizą zasad polityki wewnętrznej i zewnętrznej:
Język jest mieczem (dla człowieka). Słowa zaś mają moc nierównie większą od wszelkiej bitwy. Mamy tu więc do czynienia z pierwszą znaną w historii próbą wprowadzenia intelektu w miejsce przemocy, próbą oparcia życia politycznego na podstawach ogólnoludzkich, uznawanych przez wszystkich.
Historycy odwołują się też często do opisu losów pewnego wieśniaka o tytule: „Elokwentny wieśniak”. Jest to opis losów pewnego chłopa, który udał się do Herakleopolis, żeby sprzedać swoje produkty. Po drodze stał się jednak ofiarą nadużycia władzy ze strony urzędnika, przez którego ziemie musiał przejść, i który pozbawił go wszystkich dóbr. Elokwencja, z jaką wieśniak relacjonuje tę historię, wywiera na władcy tak wielkie wrażenie, że aż osiem razy prosi on chłopa o powtórzenie opowieści, po czym daje mu rekompensatę i nakazuje zwrócić to, co do niego należy.
Teksty sarkofagów
W Pierwszym Okresie Przejściowym stopniowo rozpoczyna się demokratyzacja Krainy Umarłych. Świadczy o tym między innymi pojawienie się tak zwanych Tekstów sarkofagów. Teksty te były wzbogaconą i przeredagowaną kontynuacją Tekstów piramid. Zapisanie ich na trumnie zapewniało zmarłemu życie wieczne. Pismo użyte w Tekstach sarkofagów to kursywa hieroglificzna, czyli uproszczona, a przez to łatwiejsza do wykonania, wersja hieroglifów. Tzw. czerwone hieroglify symbolizowały początek nowej myśli. Te magiczne teksty miały pomóc zmarłemu uniknąć niebezpieczeństw czyhających w zaświatach. Zawierały także legendy i opowieści dotyczące różnych bóstw, głównie Ozyrysa. Oprócz tematów dotyczących przetrwania w zaświatach Teksty sarkofagów zawierały też fragmenty mówiące o innych, nowych kwestiach, na przykład o wierzeniach związanych z sądem Ozyrysa. W ten sposób przeniesiono uwagę z królestwa niebiańskiego na podziemne królestwo pozagrobowe.

### Uszebti
Pod koniec Pierwszego Okresu Przejściowego do wyposażenia egipskich grobowców zaczęto włączać magiczne posążki. Są to tak zwane uszebti lub szauabti. Wykonywano je z drewna, a następnie kryto polichromią. Figurki te przedstawiały służących, którzy dzięki specjalnemu zaklęciu ożywali w zaświatach, aby tam zastępować zmarłego w pracy.

### Naczynia ceramiczne z listami do zmarłych
Choć Okres Przejściowy jest postrzegany jako czas kryzysu to w niektórych dziedzinach możemy zaobserwować znaczący rozwój. Dotyczy to zwłaszcza ceramiki, która wielokrotnie zastępowała inne materiały codziennego użytku, jak kamień czy metal. Do naszych czasów nie dotrwało zbyt wiele naczyń ceramicznych z Pierwszego Okresu Przejściowego, ale te, które się zachowały, zasługują na szczególną uwagę. Wiele przedmiotów wytwarzanych do tej pory z metalu lub kamienia, zaczęto wyrabiać z gliny. Stało się tak między innymi na skutek zaprzestania eksploatacji kamieniołomów, na przykład na półwyspie Synaj. Warto wspomnieć o ceramicznych naczyniach z inskrypcjami, znalezionych w kaplicach prywatnych grobowców. Teksty na nich malowane są częścią tak zwanych listów do zmarłych. Te magiczne inwokacje do zmarłych- znajdowane we wszystkich epokach- były pisane przez członków rodziny w kryzysowych momentach życia. Według Egipcjan Ba zmarłego mogło funkcjonować w świecie żywych. Jeśli więc w ich życiu następował pechowy okres, przypisywali to obecności ducha (Ba) kogoś z rodziny. W listach błagali krewnego o wspaniałomyślność, przypominając mu o tym, jak dobrze traktowali go za życia i zapewniając, że zachowują dobrą pamięć o nim i codziennie z zaangażowaniem dopełniają jego kultu.

### Makiety
Jednym z charakterystycznych elementów sztuki Pierwszego Okresu Przejściowego, zaskakujących ekspresją i szczegółowym wykonaniem, są ta zwane makiety. Przedstawiają one miniatury pojedynczych osób lub większych grup wykonujących codzienne prace. Często pokazują czynności związane z przygotowywaniem chleba i piwa, a także z innymi codziennymi zajęciami. Makiety zastępowały malowidła ścienne i płaskorzeźby, popularne w okresie Starego Państwa. To właśnie z tej epoki pochodzą pierwsze przykłady makiet. Jednak najlepiej dopracowane kompozycje wysokiej jakości powstały, jak wyżej wspomniano, podczas Pierwszego Okresu Przejściowego. Mają one nie tylko duża wartość artystyczną, lecz także są cennym źródłem wiedzy o cywilizacji starożytnego.

## Książęta tebańscy

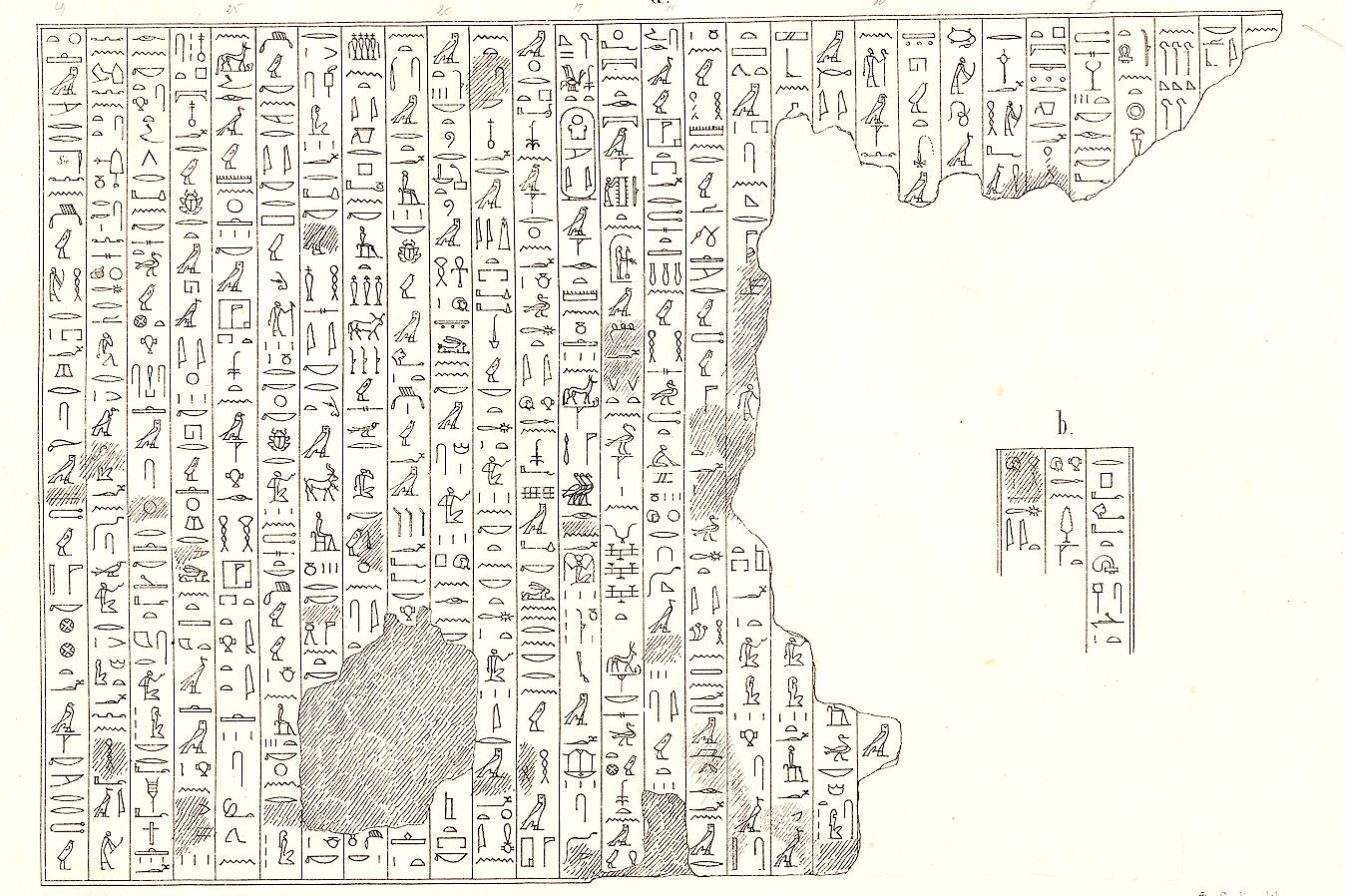
Rysunek ściany Grobowca 4 w Asjucie, należącego do nomarchy Khety II, wasala faraona X dynastii Merikare, Auguste Mariette, Gaston Maspero, Monuments divers recueillis en Egypte et en Nubie (Tables), Paryż,1872.

Beztroska, z jaką władcy herakleopolitańscy zarządzali nomami Górnego Egiptu, sprawiła, że niektórzy nomarchowie przywłaszczyli sobie przywileje zarezerwowane dla królów, takie jak oznaczanie lat swoim imieniem czy występowanie jako głos bogów. Dzięki zdobyciu silnej pozycji mogli zarządzać kilkoma nomami.
Tak się stało w przypadku nomarchy z Koptos, który przejął władzę nad dwoma przyległymi nomami na północy kraju. Podobnie uczynił Ankhtifi, który urzędując w Moalla, opanował dwa następne nomy na południu. Losy tej postaci są doskonale znane dzięki obszernemu tekstowi zdobiącemu jej grobowiec. Pełno w nim pochwał własnej osoby i różnych dokonań.
Ankhtifi najpierw zapewnia, iż swoją pozycję zawdzięcza łasce Horusa, a następnie chełpi się tym, że przywrócił pokój i pomyślność nomowi Edfu dzięki swoim niezwykłym zdolnościom przywódczym. Nomarcha chwali się wysokimi stanowiskami zarówno politycznymi (, władcy nomów Edfu i Hierakonpolis"), jak i religijnymi(, nadzorca kapłanów"). Pisze również, że kiedy cały Górny Egipt cierpiał głód i ludzie zjadali własne dzieci, jedynie mieszkańcy jego nomów nie głodowali. Dzięki niemu zbiory były tak obfite, że przybywano z innych nomów, żeby kupić tutaj ziarno. Przybywano z nomów i północnych i południowych, a doskonały jęczmień z nomu Ankhtifiego docierał nawet do Nubii.
To co wydaje się najciekawsze w autobiografii Ankhtifiego zamieszczonej w grobowcu, to fakt, iż występował on w roli obrońcy władzy w dalekim Herakleopolis ( o którym nie wspomina w swoim tekście). Kiedy władcy z Teb i Koptos zbuntowali się, ,,niezrównany bohater" popłynął z wojskami w dół Nilu i zacumował na zachodnim brzegu Teb. Jego wrogowie nie ośmielili się nawet podjąć z nim walki. Ankhtifi przepłynął więc na drugą stronę, gdzie napotkał jedynie zamknięte bramy miasta.
W tym czasie wspomagające go oddziały ponownie zawitały do nomu tebańskiego, lecz tam nadal nikt się im nie przeciwstawił. Wydaje się, że Ankhtifi nie miał godnych naśladowców, którzy byliby w stanie powtórzyć jego osiągnięcia polityczne. Natomiast znaleźli ich nieco później pokonani przez niego władcy tebańscy.
Skupienie ośrodka władzy w Tebach było dość nieoczekiwane, ponieważ w okresie Starego Państwa nie odgrywały one znaczącej roli. Jednak na początku panowania dynastii herakleopolitańskiej inskrypcje na cmentarzu w At- Tarif (na zachodnim brzegu Nilu w pobliżu Teb) wspominają o osobach, które prawdopodobnie należały do rodu możnowładców z regionu tebańskiego. Mężczyźni ci pełnili funkcję, nadzorców kapłanów" aż do pojawienia się Antefa, któremu udało się skupić całą władzę w regionie, a następnie objąć kilka funkcji naraz:, wielkiego pana nomu tebańskiego", ,,nadzorcy kapłanów" oraz ,,wielkiego władcy Górnego Egiptu".
Zasięg władzy Antefa jasno się zarysował, gdy odkryto inskrypcję z jego imieniem- ,,Antef Wielki, syn Iku"- na steli grobowej w nekropolii w Denderze, 70 km na północ od Teb. Zarówno na posągu w Karnaku poświęconemu Sezostrisowi I ( władcy XII dynastii przez Egipcjan zwanemu Senuseretem I), jak i w ,,kaplicy przodków" Totmesa III z XVIII dynastii (znajdującej się również w Karnaku) Antefa Wielkiego przedstawiono jako protoplastę XI dynastii. Niestety, niewiele o nim wiadomo, poza tym, że jego grób prawdopodobnie znajdował się w At- Tarif na północ od Doliny Królów.

## Początki XI dynastii
Mimo że Antef Wielki był założycielem dynastii tebańskiej, na późniejszych listach królewskich nie on pojawia się jako pierwszy władca, lecz Mentuhotep I, który najprawdopodobniej był jego sukcesorem. Ciągłość tradycji legitymizowania władzy na podstawie przynależności do rodu o niemalże mitologicznych przodkach potwierdzają listy królewskie, na których Mentuhotep I figuruje pod imieniem horusowym Tepia (,,Przodek"). Ten fikcyjny wywód pozwala jednak umiejscowić w czasie początek XI dynastii, gdyż sam Mentuhotep I nie używał tytułów królewskich, a za króla i założyciela dynastii zaczęto go uważać znacznie później. Prawdopodobnie sami Egipcjanie wiedzieli o tym pierwszym władcy dynastii tebańskiej równie niewiele, co współcześni egiptolodzy.
Natomiast o jego synu i zarazem następcy wiadomo już nieco więcej, choćby dlatego, że jego grobowiec został odnaleziony i odkopany. Grobowiec Antefa I Sehertaui znajduje się w nekropolii w
At- Tarif, dokładnie na północ od Doliny Królów i jest to nowy typ obiektu tego rodzaju, nazywamy saff.
Dwaj pierwsi, władcy" XI dynastii Mentuhotep I i Antef I Sehertaui panowali w sumie przez około piętnaście lat, czyli znacznie krócej niż ich następca, Antef II Uahanch, który zasiadał na tronie w Tebach prawie przez pół wieku. Nie należy zapominać, że podczas gdy nomarchowie tebańscy próbowali umocnić swoje niewielkie królestwo i nadać mu spójność polityczną, na północy władcy herakleopolitańscy panowali jako prawowici spadkobiercy Starego Państwa.
Antef II, brat Antefa I, był pierwszym z rodu, który zaczął używać tytułów ,,Ulubieniec dwóch bogiń" i ,,Syn Re", dodanych do imienia horusowego, uzupełniając w ten sposób tytulaturę królewską złożoną jedynie z trzech przydomków. Tebańczycy byli ambitni, ale do tej pory władza herakleopolitańczyków była większa. Jednak, jak napisano na steli grobowej Antefa II (na której widnieje on z ulubionymi psami), byli oni gotowi zmienić tę sytuację.
Tekst ze steli wspomina nie tylko ostatni, pięćdziesiąty rok panowania króla Antefa, ale także opisuje granice ówczesnego królestwa tebańskiego. Wyznaczały je Abydos na północy (X nom Górnego Egiptu) i Elefantyna na południu (I nom). Informacja ta została potwierdzona również na steli Dyariego (zaufanego królewskiego urzędnika), na której opisano, jak walczył u boku swojego władcy przeciwko Domowi Chetiego.
Archeolodzy odkopali również stele innych urzędników, Hetepiego i Tietiego. Ten pierwszy reprezentował władcę, stojąc na czele trzech południowych prowincji Egiptu, natomiast drugi sprawował pieczę nad finansami zarówno Antefa II, jak i jego następcy- Antefa III.
Dyari był niewątpliwie uczciwym pracownikiem, gdyż faraon Antef III Nachtnebtepnefer pozostawił go na stanowisku, kiedy odziedziczył władzę po swoim ojcu.
Dokumenty mówią o krótkim okresie panowania Antefa III, trwającym osiem albo dziesięć lat, a współczesne teksty nie wspominają o żadnych wojnach ani podbojach w tym okresie. Prawdopodobnie był to czas względnego spokoju i równowagi między różnymi zwaśnionymi królestwami egipskimi.
Równowaga polityczna w dolinie Nilu została zachwiana, gdy do władzy doszedł kolejny monarcha tebański, syn Antefa III, Mentuchotep II Nebhepetre. Był to długowieczny władca, który zasiadał na tronie pół wieku. Udało mu się zdobyć i zjednoczyć całą dolinę Nilu. A nomarchowie z Asjut, którzy powstrzymywali ekspansjonistyczne zapędy Antefa II, wkrótce panowanie stanęli w obliczu zagrożenia ze strony wojsk tebańskich.

## Ostateczne starcie
W Pierwszym Okresie Przejściowym często wybuchały konflikty między prowincjami, a stosunki z dalekim Herakleopolis były mocno napięte. Zwłaszcza Teby wciąż dążyły do uwolnienia się spod władzy mającej coraz mniejsze znaczenie stolicy. W końcu stanęły na czele buntu, który jednak został szybko stłumiony przez Ankhtifiego. Prawdopodobnie właśnie wtedy prowincje Górnego Egiptu pozbyły się formalnego zwierzchnictwa Herakleopolis. Wtedy też w tekstach zaczęły się pojawiać wzmianki o możnowładcach, którzy najwidoczniej opanowali kilka prowincji, wypierając z nich innych nomarchów, jak to się stało w przypadku Onurisnachta, Ankhtifiego czy Abihu.
W tym samym czasie w Tebach pojawił się ród możnowładców spokrewniony z faraonem Antefem Wielkim. Jego przodkowie prawdopodobnie pochodzili z terenu Nubii, gdyż Teby leżały w pobliżu Gebelein, miejscowości 40km na południe, gdzie stacjonowała spora grupa nubijskich najemników. Proces, dzięki któremu Antef i jego sukcesorzy opanowali całe południe Egiptu, odbył się raczej za sprawą negocjacji, niż próby sił, przede wszystkim z powodu braku środków do przeprowadzenia działań wojennych.
W okresie Starego Państwa nie dysponowano regularną armią i jest mało prawdopodobne, by sytuacja ta zmieniła się w następnej epoce. Najpewniej, tak jak w poprzednich okresach, armia zbierała się rzadko i tylko wtedy, gdy uznano za konieczne użycie siły na większą skalę w celu obrony kraju.
Patrząc na budowle z tego okresu można wnioskować, że był to stosunkowo spokojny okres w dziejach Egiptu. Pewien możnowładca z Al- Kab o imieniu Hetepi szczyci się w swojej autobiografii tym, że wcielił do ,,królestwa" tebańskiego prowincje, którymi niegdyś zarządzał Ankhtifi. Gdyby odbyło się to przy użyciu siły, skala zniszczeń byłaby dużo większa niż wskazują na to wykopaliska.
W rzeczywistości nawet w grobowcu Ankhtifiego nie odnotowano szkód, których można by się spodziewać po mściwych zwycięzcach, pragnących zniszczyć pamięć o mitycznym już zapewne przodku z Moalla. W świetle tych faktów wydaje się, że na skutek pomyślnej polityki negocjacyjnej w okresie długiego panowania Antefa II, Teby zdołały przejąć kontrolę nad ośmioma pierwszymi nomami Górnego Egiptu, a zatrzymanie zostały dopiero przez zdecydowany opór władców herakleopolitańskich z Asjut i Al- Barszy.
W tym okresie doszło do kilku sporadycznych starć, które naruszyły panujący w tej epoce spokój. Teksty autobiograficzne tebańczyków mówią o świadomej polityce monarchów, mającej na celu reorganizację i uproszczenie systemu administracyjnego, który podupadł we wcześniejszych latach.
Tekstów herakleopolitańskich jest zdecydowanie mniej. Jeden z nich wspomina jednak porażkę tebańczyków, po której nastąpiły kontratak i przywrócenie spokoju w całym regionie przygranicznym.
Bardzo możliwe, że tak właśnie wyglądały relacje między tymi dwoma królestwami, z tą różnicą, że to tebańczycy wciąż zdobywali większe terytoria i sprawowali coraz większą kontrolę. Niewątpliwie kontynuowali oni politykę pokojowego wcielania pokonanych lokalnych możnowładców do nowej administracji państwa. Świadczy o tym fakt, że kiedy w końcu herakleopolitańscy władcy Asjut ustąpili przed natarciem z południa, ich grobowce również nie zostały zniszczone. W ten sposób terytorium Herakleopolis powoli się zmniejszało, aż w końcu ostateczny szturm na stolicę stał się nieunikniony. Prawdopodobnie w tym przypadku chodziło jednak o usunięcie wszelkich śladów po monarchach z rodu herakleopolitańskiego, ich cmentarz bowiem został tym razem całkowicie zdewastowany.
Do niedawna jako dowód na to, że ostatnie starcie między tebańczykami a herakleopolitańczykami było krwawe, egiptolodzy przytaczali, przykład mumii pochowanych w Deir el- Bahari w Górnym Egipcie, na zachodnim brzegu Nilu, naprzeciwko Karnaku. Są to zmumifikowane ciała sześćdziesięciu mężczyzn, które znaleziono z fragmentami uzbrojenia. Na zwłokach odkryto śmiertelne rany typowe dla ofiar bitew z tamtej epoki. Zostali oni poddani pośpiesznej i mało dokładnej mumifikacji: ich ciała nadgryzione przez padlinożerców zakopano na pustyni, gdzie wysuszające działanie piasku i słońca zmieniło je w naturalne mumie. Potem żołnierze zostali przetransportowani do Teb i pochowani w pobliżu grobowca Mentuhotepa II w ramach rekompensaty za służbę. Ostatnio jednak badacze sugerują, że mogli to być żołnierze polegli na początku panowania XII dynastii.
Po upadku Herakleopolis Górny i Dolny Egipt ponownie znalazł się pod panowaniem jednego władcy- Mentuhotepa II.